# Hayle (rzeka)

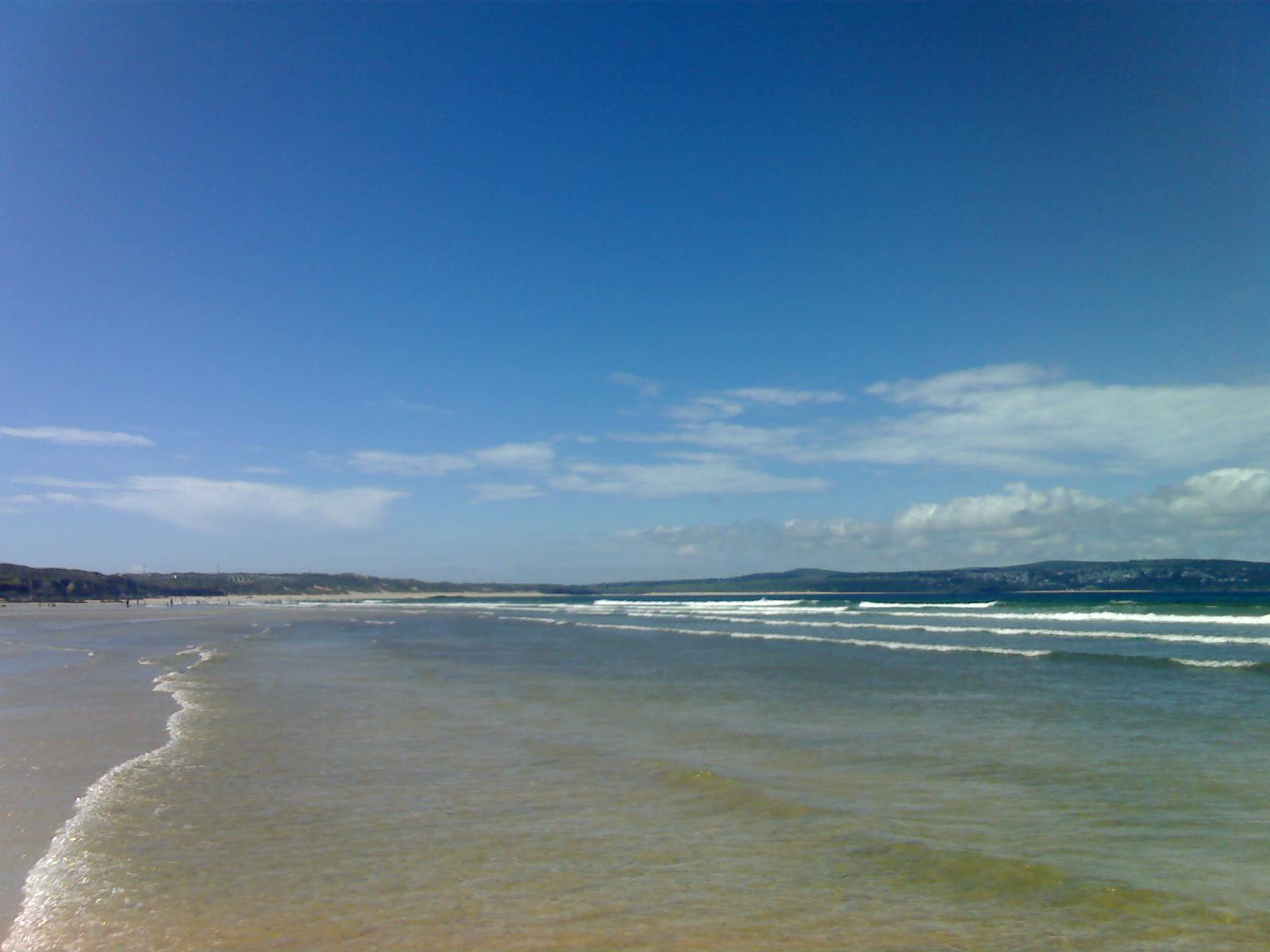
Estuarium Hayle

Hayle (korn. Dowr Heyl) – rzeka w Wielkiej Brytanii w Kornwalii, o długości ok. 12 km, wpływająca do zatoki St Ives Bay. Posiada rozległe estuarium. Nad rzeką położone jest miasto Hayle. Rzeka jest miejscem dla wędkarzy. Z uwagi na niezamarzające wody miejsce zimowania praków; estuarium jest objęte rezerwatem ptaków.